# Néa Sampsoúnta
Néa Sampsoúnta är en ort i Grekland.   Den ligger i prefekturen Nomós Prevézis och regionen Epirus, i den centrala delen av landet, 280 km väster om huvudstaden Aten. Néa Sampsoúnta ligger 32 meter över havet och antalet invånare är 613.
Terrängen runt Néa Sampsoúnta är platt söderut, men norrut är den kuperad.Runt Néa Sampsoúnta är det ganska glesbefolkat, med 42 invånare per kvadratkilometer. Närmaste större samhälle är Preveza, 14,7 km söder om Néa Sampsoúnta. Trakten runt Néa Sampsoúnta består till största delen av jordbruksmark.